# David Och
David Och (* 8. März 1980 in Bern) ist ein Schweizer Buchautor und Entführungsopfer. Sein zusammen mit Daniela Widmer veröffentlichtes Buch über ihre Entführung in Pakistan durch die Taliban erreichte Platz 1 der Bestsellerliste der Schweiz.

## Werdegang
Och absolvierte eine Lehre im Sozialbereich. Von 2005 an besuchte er die Polizeischule Ittigen und arbeitete ab 2006 als Kantonspolizist.
Im Sommer 2011 reiste er gemeinsam mit seiner damaligen Freundin, Daniela Widmer, mit einem VW LT nach Indien. Auf der Rückreise durch Pakistan wurden beide am 1. Juli 2011 in der Stadt Loralai entführt. Sie befanden sich achteinhalb Monate in Geiselhaft, bevor ihnen im März 2012 die Flucht gelang. Nach seiner Rückkehr in die Schweiz kündigte Och bei der Polizei und arbeitete wieder als Betreuer von behinderten Menschen.
Basierend auf Widmers Tagebucheinträgen veröffentlichten Widmer und Och im August 2013 den Erlebnisbericht Und morgen seid ihr tot. 259 Tage als Geiseln der Taliban. Im Zusammenhang mit ihrer Entführung, Freilassung und Buchveröffentlichung wurden Och und Widmer mit massiver Kritik konfrontiert. Die Geiselnahme wurde von Michael Steiner verfilmt und kam unter dem Titel Und morgen seid ihr tot am 28. Oktober 2021 in die Schweizer Kinos. Der Film stellt primär die Aussagen und die Sicht der beiden Entführungsopfer dar. Der Schweizer Staat wird in ein schlechtes Licht gerückt.
Nach der Flucht und Rückkehr in die Schweiz trennten sich David Och und Daniela Widmer. Er begann ein Psychologiestudium. Heute (2021) arbeitet er im Sicherheitsbereich und macht einen Masterlehrgang in Kriminologie und Kriminalpsychologie an einer Fernuniversität. Er hat mit seiner Frau zwei Kinder.

## Publikationen
- mit Daniela Widmer: Und morgen seid ihr tot: 259 Tage als Geiseln der Taliban. DuMont Buchverlag, Köln 2013, ISBN 978-3-8321-9722-3.